# Данилец, Юрий Васильевич
Ю́рий Васи́льевич Даниле́ц (род. 25 января 1981, село Кошелёво-Руня, Хустский район, Закарпатская область) — украинский (закарпатский) историк. Доцент кафедры археологии, этнологии и культурологии Ужгородского национального университета. Доктор философии (ph.d) (2009). Член редколлегий научных изданий: альманах «Афонское наследие» (Киев, издавался в 2015-2017 годах), рецензент научного издания «Rocznik teologiczny» (Варшава). Бывший заместитель главного редактора международного научного журнала "Русин" (Кишинёв, Молдова) в 2008-2013 годах, согласно официальным сайтам данного издания.  

## Биография
Родился 25 января 1981 года в селе Кошелево-Руня Хустского района Закарпатской области в православной семье. В 1998 года окончил Хустскую школу-интернат.
В 1998 году поступил на исторический факультет Ужгородского государственного университета, который окончил в 2003 году. Получил диплом «историка, преподавателя истории». Дипломная работа «Православные монастыри Хустского района (XX век)».
В 2003—2005 годы работал учителем истории и правоведения Кошелевской общеобразовательной школы I—II ступеней Хустского района Закарпатской области. В 2003 году работал по совместительству ассистентом кафедры гуманитарных дисциплин Университета «Украина» (Хустский филиал) (ныне Карпатский институт предпринимательства).
С 2004 годы — соискатель кафедры истории Украины Ужгородского национального университета. В 2005 перешёл на преподавательскую работу на кафедру истории Украины Ужгородского национального университета.
В 2008 года защитил кандидатскую диссертацию на тему «Православная церковь на Закарпатье в первой половине XX века».
В 2009 года получил степень доктора философии (PhD). С сентября 2009 года — доцент кафедры истории Украины. В 2011 году — получил аттестат доцента МОН.

## Церковно-общественная и научная деятельность
В сентябре 2014 года решением правления «Международного института афонского наследия в Украине» избран руководителем Закарпатского отделения данной организации.
В 2016 году включён в комиссию по подготовке научных специалистов на степень доктор философии (Ph.D).
С 1 сентября 2016 по 1 сентября 2018 год — докторант кафедры истории Украины Ужгородского национального университета. С 15 января 2019 года — доцент кафедры археологии, этнологии и культурологии Ужгородского национального университета.
В 2022 году осудил войну России в Украине, и опубликовал на своей странице Фейсбука ряд антироссийских заметок. 

## Публикации
- Деякі питання з історії православної церкви Закарпаття в 1938—1946 рр. // Науковий вісник Ужгородського університету. Серія: Історія. Вип. 10 / Міністерство освіти і науки України; Ужгородський національний університет; Редкол.: М. М. Вегеш (голова редкол.), Д. Д. Данилюк (заст. голови редкол.) та ін. — Ужгород: СМП «Вісник Карпат», 2004. — С. 158—162.
- Свято-Богородицький монастир в селі Липча // Науковий вісник Ужгородського університету. Серія: Історія. Вип. 11 / Міністерство освіти і науки України; Ужгородський національний університет; Редкол.: М. М. Вегеш (голова редкол.), Д. Д. Данилюк (заст. голови редкол.) та ін. — Ужгород: СМП «Вісник Карпат», 2004. — С. 98-104.
- Обмеження діяльності православних монастирів Закарпаття в 1945—1961 рр. // Науковий вісник Ужгородського університету. Серія: Історія. Вип. 13 / Міністерство освіти і науки України; Ужгородський національний університет; Редкол.: М. М. Вегеш (голова редкол.), Д. Д. Данилюк (заст. голови редкол.) та ін. — Ужгород: СМП «Вісник Карпат», 2005. — С. 161—165.
- Причини відродження православного руху на Закарпатті на початку ХХ століття // Персонал. — 2006. — № 10. — С. 30-36.
- Атанасій Пекар. 85-річчя від дня народження вченого, церковного діяча // Календар краєзнавчих пам’ятних дат на 2007 рік: Рек. бібліогр. посіб. / Уклад.: Т.І. Васильєва; Наук.ред. В.І. Падяк; Відп. За вип. Л. З. Григаш; Вип. ред. Л.О. Ільченко. — Ужгород: Вид-во В. Падяка, 2006. — С. 112—114.
- Олександр Іванович Кабалюк. 130-річчя від дня народження діяча православного руху на Закарпатті (1877—1947) // Календар краєзнавчих пам’ятних дат на 2007 рік: Рек.бібліогр.посіб./Уклад.: Т.І. Васильєва; Наук.ред. В.І. Падяк; Відп. За вип. Л. З. Григаш; Вип. ред. Л.О. Ільченко. — Ужгород: Вид-во В. Падяка, 2006. — С. 335—337.
- Православні монастирі в Тереблі та Чумальові: соціально-економічний та конфесійний аспект // Науковий вісник Ужгородського університету. Серія: Історія. Вип. 16 / Міністерство освіти і науки України; Ужгородський національний університет; Редкол.: М. Вегеш, С. Віднянський, Д. Данилюк та ін. — Ужгород: Вид-во УжНУ «Говерла», 2006. — С. 46-53.
- Діяльність єпископа Новосадсько-Бачкського Іринея (Чирича) на Підкарпатській Русі в 1927—1928 рр. // Carpatica-Карпатика. Вип. 35. Європейські цінності та конфесійно-національна ідентичність населення Українських Карпат. — Ужгород, 2006. — С. 161—166.
- Архієпископ Савватій (Врабец) та православна церква на Підкарпатській Русі в 20-30-х рр. ХХ ст. // Науковий вісник. Вип. 3 / Ужгородська Українська богословська академія ім. св. Кирила та Мефодія — Карпатський університет ім. А. Волошина. — Ужгород, 2006. — С. 28-39.
- Радянська тоталітарна система проти православних монастирів (на прикладі Закарпатської області) // Материалы І Международной научно-практической конференции «Наука и технологии: шаг в будущее — 2006». — (20-31 марта 2006 г.) — Том 4. — История. — Белгород: Руснаучкнига, 2006. — С. 3-5.
- Архімандрит Олексій (Кабалюк) — перша особа в православному чернецтві на Закарпатті на початку ХХ ст. // Матеріали І міжнародної науково-практичної конференції «Європейська наука ХХІ століття: стратегія і перспективи розвитку — 2006». (22-31 травня 2006 р.). — Т. 3. — Історія. — Дніпропетровськ: Наука і освіта, 2006. — С. 7-9.
- Джерельна база Державного архіву Закарпатської області (ДАЗО) з історії православних монастирів в ХХ ст. // Матеріали І міжнародної науково-практичної конференції «Наука: теорія та практика — 2006» (21-31 серпня 2006 р.). — Т. 1. — Дніпропетровськ: Наука і освіта, 2006. — С. 3-5.
- Православні монастирі на Закарпатті після возз’єднання з Радянською Україною (1945—1961 рр.) // Возз’єднання Закарпаття з Україною (матеріали наукової конференції, присвяченої 60-ти річчю возз’єднання Закарпаття з Україною, Ужгород, 29 червня 2005 р.). — Ужгород, 2006. — С. 145—152.
- Священики-мученики: репресії проти православного духовенства на Закарпатті (на межі 1940—1950 рр. ХХ ст.) // Персонал. — 2007. — № 1. — С. 36-41.
- Діяльність єпископа Новосадсько-Бачкського Іринея (Чирича) на Підкарпатській Русі в 1927—1928 рр. // Науковий збірник Закарпатського краєзнавчого музею / Упор. і наук. ред. П. Федака. — Ужгород: Патент, 2007. — С. 76-84.
- Исторические предпосылки и причины православного движения на Закарпатье в начале XX века // Альманах современной науки и образования. № 2: История, антропология, археология, этнография, краеведение, философия, теология, культурология, политология, юриспруденция и методика их преподавания. — Тамбов: Грамота, 2007. — С. 18-20.
- «Русcкій православный вѣстникъ» (1921—1922) як джерело з історії православної церкви на Підкарпатській Русі // Науковий вісник Ужгородського національного університету. Серія: Філологія. Вип.15. — Ужгород: Говерла, 2007. — С. 128—131.
- Релігійна діяльність Михайла Попова на Закарпатті в 1938—1944 роках // Українське релігієзнавство. — 2007. — № 43. — С. 99-105.
- Бабинець Олександр Іванович // Енциклопедія Закарпаття. Визначні особи ХХ століття. — Ужгород: Ґражда, 2007. — С. 19. (в соавторсве).
- Петровцій Микола Іванович // Енциклопедія Закарпаття. Визначні особи ХХ століття. — Ужгород: Ґражда, 2007. — С. 246—247. (в соавторстве).
- Міжконфесійне протистояння греко-католиків і православних на Підкарпатській Русі в першій половині 1920-х років // Персонал. — 2007. — № 11. — С.74-80.
- Архимандрит Иов (Кундря): жизненный путь и благословенные труды подвижника // Русин. Кишинев. — 2007. — № 3. — С. 157—163.
- Архімандрит Іов (Кундря): міфи та реалії // Живой Родник. Донецк. — 2007. — № 9-10. — С. 29-30.
- Життєвий шлях ігумені Параскеви (Прокоп) // Живой Родник. Донецк. — 2008. — № 4. — С. 23-26.
- З історії нашої єпархії. Короткий історичний нарис // Православний літопис. — 2008. — № 1. — С. 14-16.
- Материалы к канонизации архимандрита Иова (Кундри) // Живой Родник. — 2008. — № 5. — С. 48-53.
- Обретение мощей блаженной памяти архимандрита Иова (Кундри) // Живой Родник. — 2008. — № 5. — С. 54-55 (в соавторсве)
- Життя Преподобного Олексія, карпаторуського сповідника // Живой Родник. — 2008. — № 6. — С. 54-57; № 7. — С. 53-58
- Розвиток православної церкви на Підкарпатській Русі в 1920—1938 рр. // Православний літопис. — 2008. — № 2. — С. 16-17.
- Джерельна база з історії православної церкви на Закарпатті у першій половині ХХ ст. // Науковий вісник Ужгородського університету. Серія: Історія. Вип. 20 / Міністерство освіти і науки України; Ужгородський національний університет; Редкол.: М. Вегеш, С. Віднянський, Д. Данилюк та ін. — Ужгород: Вид-во УжНУ «Говерла», 2008. — С. 218—222.
- Як відроджувалася православна церква на Закарпатті // Православний літопис. — 2008. — № 3. — С. 22-25.
- Сповідник благочестя — архімандрит Амфілохій (Кемінь) // Живой Родник. — 2008. — № 8. — С. 48-53.
- Ієромонах Іларіон (Рибар): паралелі життя // Живой Родник. — 2008. — № 9. — С. 44-48.
- Репресії проти Православної церкви на Закарпатті в радянський період // Православний літопис. — 2008. — № 4. — С. 18-21. Початок.
- Репресії проти Православної церкви на Закарпатті в радянський період // Православний літопис. — 2008. — № 5. — С. 26-28. Закінчення.
- Святий наших днів: преподобний Іов Угольський // Православний літопис. — 2008. — № 4. — С. 23-25.
- Архімандрит Василій (Петьовка) // Василій (Петьовка), архімандрит. При восковій свічці. Духовні вірші / упорядники Ю.Данилець та П.Мідянка — Мукачево: Карпатська вежа, 2008. — С. 8-9.
- Діяльність єпископа Веніаміна (Федченко) на Підкарпатській Русі (1923—1924 рр.) // Науковий вісник Ужгородського університету. Серія: Історія. Вип. 21 / Міністерство освіти і науки України; Ужгородський національний університет; Редкол.: М. Вегеш, С. Віднянський, Д. Данилюк та ін. — Ужгород: Вид-во УжНУ «Говерла», 2008. — С. 23-27.
- Архімандрит Боголіп (Церковник) // Живой Родник. — 2008. — № 10. — С. 47-49. Частина 1.
- Архімандрит Боголіп (Церковник) // Живой Родник. — 2008. — № 11-12 — С. 47-50. Частина 2.
- Життєпис архімандрита Іова (Кундрі) // Живой Родник. — 2008. — № 11-12. — С. 43-46. Частина 1.
- Архиепископ Ионафан (Кополович): документы и материалы // Русин. Кишинев. — 2008. — № 3-4. — С. 148—159.
- Пам’яті Івана Калинича // Русин. Кишинев. — 2008. — № 3-4. — С. 172—176
- Кредо Івана Хланти — зберегти духовну спадщину русинів! // Русин. Кишинев. — 2008. — № 3-4. — С. 189—190.
- Православна церква в Карпатській Україні (1938—1939) // Науковий вісник. Вип. 4-5 / Ужгородська Українська богословська академія ім. св. Кирила та Мефодія — Карпатський університет ім. А. Волошина. — Ужгород, 2008. — С. 7-10.
- Русинская тематика в изданиях последних лет // Русин. Кишинев. — 2008. — № 3-4. — С. 177—188. (в соавторстве)
- Аржевітін С. Релігія: Історія верховинського села Колочава. — К.: Майстерня книги; Чернівці: Видавничий дім «Букрек»; Укр. письменник, 2007. // Науковий вісник Ужгородського університету. Серія: Історія. Вип. 21 / Міністерство освіти і науки України; Ужгородський національний університет; Редкол.: М. Вегеш, С. Віднянський, Д. Данилюк та ін. — Ужгород: Вид-во УжНУ «Говерла», 2008. — С. 228—229. (соавтор: М. Делеган).
- Сенько І.М. Келечин — рідне село Августина Волошина: історико-етнографічний нарис. — Ужгород: ВАТ «Видавництво „Закарпаття“», 2007. — 376 с., іл. // Науковий вісник Ужгородського університету. Серія: Історія. Вип. 22 / Міністерство освіти і науки України; Ужгородський національний університет; Редкол.: М. Вегеш, С. Віднянський, Д. Данилюк та ін. — Ужгород: Вид-во УжНУ «Говерла», 2008. — С. 181—182.
- Конфесійна боротьба між греко-католиками та православними на Підкарпатській Русі у першій половині 1920-х років: історична ретроспектива // Регіональні студії. Спецвипуск 6. Матеріали міжнародної науково-практичної конференції «Національні пріоритети України в контексті атлантичної та європейської інтеграції». — Ужгород, 2008. — С. 111—116.
- З історії розвитку православної церкви в с. Великі Лучки // Православний літопис. — 2009. — № 1. — С. 18-19.
- Життєпис архімандрита Іова (Кундрі) // Живой Родник. — 2009. — № 1-2. — С. 50-53. — Частина 2.
- Ігуменя Параскева (Прокоп) // Православний літопис. — 2009. — № 2. — С. 14-17.
- Миссионерческая деятельность епископа Вениамина (Федченко) на Подкарпатской Руси (1923—1924) // Альманах современной науки и образования. Научно-теретический и прикладной журнал широкого профиля. № 1 (20) 2009. Часть I. — Тамбов, 2009. — С. 69-72.
- Архімандрит Веніамін (Керечанин) // Живой Родник. — 2009. — № 3-4. — С. 46-49. — Частина 1.
- Отець Андрій Труфанов. Життєвий та творчий шлях // Православний літопис. — 2009. — № 3. — С. 15-17.
- З історії відновлення єпископської резиденції в Мукачеві // Православний літопис. — 2009. — № 4. — С. 12-14.
- Архімандрит Веніамін (Керечанин) // Живой Родник. — 2009. — № 5-6. — С. 42-45. — Частина 2.
- Протоієрей Димитрій Беляков (1895—1967 рр.) // Православний літопис. — 2009. — № 5. — С. 32-34.
- З історiї жiночого скиту Рiздва-Богородицi в с. Iза Хустського району // Русин. Кишинев. — 2009. — № 1. — С. 45-52.
- Отець Іоанн Карбованець // Живой Родник. — 2009. — № 7-8. — С. 28-33.
- Передмова // Світлинець А., Канайло С. Свято-Архангело-Михайлівський монастир у селі Драгові-Забрід. — Ужгород: Гражда, 2009. — С. 5-9.
- З історії православної церкви на Закарпатті // Русин. Кишинев. — 2009. — № 2. — С. 134—143.
- Нарис історії села Кошельово Хустського району Закарпатської області // Русин. Кишинев. — 2009. — № 3. — С. 79-89.
- «История Мукачевской епархии» архимандрита Василия (Пронина) // Русин. Кишинев. — 2009. — № 3. — С. 143—146.
- Ієромонах Венедикт // Живой родник. — 2009. — № 11-12. — С. 44-46.
- З історії православної церкви на Закарпатті // Православний церковний календар на 2010 рік. — Хуст, 2009. — С. 70-73.
- Второй Мараморош-Сиготский процесс против православных в Закарпатье в 1913—1914 гг. // Исторический Ежегодник. 2009.: Сб. науч.тр./ Институт истории СО РАН. Новосибирск, Рипэл, 2009. — С. 128—141.
- Діяльність архієпископа Савватія (Врабец) на Підкарпатській Русі у 1920—1930-х рр. // Наукові зошити історичного факультету Львівського університету. Збірник наукових праць. Вип. 10. — Львів, 2009. — С. 135—146.
- Омелян Дмитрович Довганич (8.05.1930-31.10.2009) // Русин. Кишинёв. — 2009. — № 4. — С. 182—182.
- Русинская тематика в изданиях последних лет // Русин. Кишинёв. — 2009. — № 4. — С. 89-98. (в соавторстве)
- Архиепископ Ионафан (Кополович): документы и материалы // Свобода совести в России: исторический и современный аспекты. Выпуск 7. Сборник статей. — СПБ.: Российское объдинение исследователей религии, 2009. — С. 375—389.
- Біобібліографічне видання про Івана Хланту // Науковий вісник Ужгородського національного університету. Серія: Філологія. Вип. 21. — Ужгород: Говерла, 2009. — С. 154—155.
- Научное исследование архимандрита Василия (Пронина) // Василий (Пронин), архимандрит. История православной церкви на Закарпатье. — Ужгород: Филокалия, 2009. — С. 476—479.
- Місіонерська діяльність архімандрита Матфея (Вакарова) // Живой родник. — 2010. — № 4. — С. 41-43.
- Православна церква на Закарпатті в роки Другої світової війни // Закарпатська Україна: перспективи та реалії розвитку. Матеріали Всеукраїнської наукової конференції, присвяченої 65-й річниці возз'єднання Закарпатської України з Радянською Україною (Ужгород, 24 червня 2010 р.). — Ужгород, 2010. — С. 32-40.
- Prispevek k poznani aktivit arcibiskupa Sawatije na Podkarpatske Rusi v prvni polovine 20. stoleti // Kulturne dejiny. — Ruzomberok. −2010. — № 1. — С. 24-43. (соавтор: П. Марек).
- Архімандрит Ананія (Бонь) // Православний літопис. — 2010. — № 4. — С. 14-17.
- Архімандрит Савва (Струве): штрихи до біографії // Православний літопис. — 2010. № 5. — С. 22-23.
- Архімандрит Савва (Струве) // Живой родник. — 2010. — № 9-10. — С. 40-46.
- Пастырская деятельность епископа Владимира (Раича) в Закарпатье накануне и в годы Второй мировой войны // Вестник Пермского университета. История. — 2010. Вып. 1 (13). Война и российское общество. — Пермь, 2010. — С. 21-29.
- Праведний Алексій Товт // Православний літопис. — 2010 — № 6. — С. 24-27.
- З історії релігії і церкви в селі Кошельово Хустського району Закарпатської області // Науковий збірник музею української культури у Свиднику. Вип. 25. Східно-християнські сакральні пам’ятки на словацько-польсько-українському пограниччі. Матеріали міжнародної наукової конференції, Свидник, 19-20 червня 2009 р. — Свидник, 2010. — С. 52-60.
- Православна церква в умовах першого року радянської влади на Закарпатті (1944—1945 рр.). // Русин. Кишинев. — 2010. — № 1. — C. 44-50.
- Возрождение православия среди русинов Закарпатья в первых годах XX века // Русины Карпатской Руси: проблемне вопросы истории и современности. — Новочеркасск, 2010. — С. 81-101.
- Перехід закарпатських православних громад під юрисдикцію Руської православної церкви // Історія релігій в Україні: науковий щорічник/ упор. О.Киричук, М.Омельчук, І.Орлевич. — Львів: Львівський музей історії релігії; в-во «Логос», 2010. — С. 315—321.
- Русинская тематика в изданиях последних лет // Русин. Кишинев. — 2010. — № 3. — С. 135—158. (в соавторстве)
- Один із епізодів радянської історії православних монастирів на Закарпатті // Русин. — Кишинев. — 2010. — № 3. — С. 77-82.
- З історії православного руху в с. Верхній Орлик Свидницького округу в Словаччині // Русин. — Кишинев. — 2010. — № 3. — С. 89-96. (в соавторстве)
- Архимандрит Савва (Струве) // Троицкое наследие. — Джорданвилль, США. — 2010. — № 4. — С. 72-80.
- Володимир (Раїч) // Карпатська Україна. Документи і матеріали. Хроніка подій. Персоналії. У двох томах. — Т. 2. — Ужгород: Закарпаття, 2010. — С. 542—544.
- Атанасій (Пекар) // Карпатська Україна. Документи і матеріали. Хроніка подій. Персоналії. У двох томах. — Т. 2. — Ужгород: Закарпаття, 2010. — С. 559—560.
- Савватій (Врабец) // Карпатська Україна. Документи і матеріали. Хроніка подій. Персоналії. У двох томах. — Т. 2. — Ужгород: Закарпаття, 2010. — С. 567—571.
- Православна церква на Закарпатті в умовах радянської влади (1945—1961 рр.) // Cirkev v okovach totalitneho rezimu. Likvidacia Greckokatolickej cirkvi v Ceskoslovensku v roku 1950. — Presov, 2010. — S. 439—449.
- История Мукачевской епархии // Собрание трудов. Архимандрит Василий (Пронин) / Сост.: А. Монич, Ю. Данилец. — Т. 1: Жизнеописание. Научные и богословские исследования. — Ужгород: ОАО «Патент», 2010. — С. 179—182.
- Православна церква в умовах першого року радянської влади на Закарпатті (1944—1945 pp.) // Июнь 1940-го. Бессарабия и Северная Буковина в составе СССР: Материалы международной научно-практической конферен-ции. — М.: Издатель Степаненко, 2010. — С. 247—254.
- Дослідження з історії православної церкви в Чехословаччині // Науковий вісник Ужгородського університету. Серія: Історія. Вип. 25 / Міністерство освіти і науки України; Ужгородський національний університет; Редкол.: М. Вегеш, С. Віднянський, Д. Данилюк та ін. — Ужгород: Вид-во УжНУ «Говерла», 2010. — С. 325—326.
- Ликвидация православних монастырей и скитов на Закарпатье в 1950—1960-х гг. // Государство, общество, церковь в истории России XX века. Материалы Х Международной научной конференции (Иваново, 16-17 февраля 2011 г.). — Иваново: Издательство «Ивановский государственный университет», 2011. — Часть 1. — С. 151—155.
- Ігумен Іоанн (Іваняс) // Православний літопис. — 2011. — № 2. — С. 28-29.
- Преподобний Іов (Кундря) Угольський (18.05.1902-28.07.1985) // Наукові записки Богословсько-історичного науково-дослідного центру імені архімандрита Василія (Проніна). 2011. — № 1. — С. 36-50.
- Ігумен Феодосій (Горват) (18.03.1897-1943) // Наукові записки Богословсько-історичного науково-дослідного центру імені архімандрита Василія (Проніна). 2011. — № 1. — С. 51-59. (соавтор: Міщанин В.)
- Ігуменя Параскева (Прокоп) — настоятелька Мукачівського монастиря // Наукові записки Богословсько-історичного науково-дослідного центру імені архімандрита Василія (Проніна). 2011. — № 1. — С. 153—162.
- Преподобний Алексій (Кабалюк) Карпаторуський сповідник // Сповідники та Подвижники Православної Церкви на Закарпатті в ХХ ст. — Ужгород, 2011. — С. 7-24.
- Преподобний Іов (Кундря) Угольський // Сповідники та Подвижники Православної Церкви на Закарпатті в ХХ ст. — Ужгород, 2011. — С. 25-46.
- Протоієрей Георгій Бедзір // Сповідники та Подвижники Православної Церкви на Закарпатті в ХХ ст. — Ужгород, 2011. — С. 47-53. (соавтор: ієрей Олександр Монич).
- Архімандрит Веніамін (Керечанин) // Сповідники та Подвижники Православної Церкви на Закарпатті в ХХ ст. — Ужгород, 2011. — С. 54-69.
- Ієромонах Даміан (Бонь) // Сповідники та Подвижники Православної Церкви на Закарпатті в ХХ ст. — Ужгород, 2011. — С. 99-101.
- Протоієрей Іоанн Ілечко // Сповідники та Подвижники Православної Церкви на Закарпатті в ХХ ст. — Ужгород, 2011. — С. 102—105.
- Ігумен Іоанн (Іваняс) // Сповідники та Подвижники Православної Церкви на Закарпатті в ХХ ст. — Ужгород, 2011. — С. 106—109.
- Ігумен Іов (Гашпар) // Сповідники та Подвижники Православної Церкви на Закарпатті в ХХ ст. — Ужгород, 2011. — С. 110—114. (соавтор: ієрей Олександр Монич).
- Ієромонах Іриней (Сідлар) // Сповідники та Подвижники Православної Церкви на Закарпатті в ХХ ст. — Ужгород, 2011. — С. 115—119.
- Ігумен Іустин (Сідак) // Сповідники та Подвижники Православної Церкви на Закарпатті в ХХ ст. — Ужгород, 2011. — С. 120—127. (соавтор: ієрей Олександр Монич).
- Протоієрей Іоанн Карбованець // Сповідники та Подвижники Православної Церкви на Закарпатті в ХХ ст. — Ужгород, 2011. — С. 128—141.
- Схимонахиня Магдалина (Шелемба) // Сповідники та Подвижники Православної Церкви на Закарпатті в ХХ ст. — Ужгород, 2011. — С. 142—143.
- Ієрей Іоанн Попович // Сповідники та Подвижники Православної Церкви на Закарпатті в ХХ ст. — Ужгород, 2011. — С. 144—145.
- Ієрей Георгій Фаркавець // Сповідники та Подвижники Православної Церкви на Закарпатті в ХХ ст. — Ужгород, 2011. — С. 146—147.
- Ігумен Феодосій (Горват) // Сповідники та Подвижники Православної Церкви на Закарпатті в ХХ ст. — Ужгород, 2011. — С. 148—158. (соавтор: Василь Міщанин).
- Ігумен Феофан (Сабов) // Сповідники та Подвижники Православної Церкви на Закарпатті в ХХ ст. — Ужгород, 2011. — С. 159—166.
- Ієрей Петро Сабов // Сповідники та Подвижники Православної Церкви на Закарпатті в ХХ ст. — Ужгород, 2011. — С. 166—169.
- Ієромонах Феодосій (Росоха) // Сповідники та Подвижники Православної Церкви на Закарпатті в ХХ ст. — Ужгород, 2011. — С. 170—192.
- Протоієрей Євгеній Якуб // Сповідники та Подвижники Православної Церкви на Закарпатті в ХХ ст. — Ужгород, 2011. — С. 193—195.
- Праведний Алексій Товт // Сповідники та Подвижники Православної Церкви на Закарпатті в ХХ ст. — Ужгород, 2011. — С. 197—207.
- Митрополит Дорофей (Філіп), Предстоятель Православної Церкви Чеських Земель і Словакії // Сповідники та Подвижники Православної Церкви на Закарпатті в ХХ ст. — Ужгород, 2011. — С. 217—230. (соавтор: ієрей Олександр Монич).
- Архієпископ Іонафан (Кополович) // Сповідники та Подвижники Православної Церкви на Закарпатті в ХХ ст. — Ужгород, 2011. — С. 257—265.
- Єпископ Кирил (Мучичка) // Сповідники та Подвижники Православної Церкви на Закарпатті в ХХ ст. — Ужгород, 2011. — С. 278—280.
- Архімандрит Амфілохій (Кемінь) // Сповідники та Подвижники Православної Церкви на Закарпатті в ХХ ст. — Ужгород, 2011. — С. 281—292.
- Архімандрит Андрій (Коломацький) // Сповідники та Подвижники Православної Церкви на Закарпатті в ХХ ст. — Ужгород, 2011. — С. 293—304.
- Протоієрей Димитрій Беляков // Сповідники та Подвижники Православної Церкви на Закарпатті в ХХ ст. — Ужгород, 2011. — С. 320—325.
- Архімандрит Боголіп (Церковник) // Сповідники та Подвижники Православної Церкви на Закарпатті в ХХ ст. — Ужгород, 2011. — С. 326—340. (соавтор: ієромонах імен (Мацола).
- Ієромонах Венедикт (Довбак) // Сповідники та Подвижники Православної Церкви на Закарпатті в ХХ ст. — Ужгород, 2011. — С. 382—387.
- Схиархімандрит Гавриїл (Легач) // Сповідники та Подвижники Православної Церкви на Закарпатті в ХХ ст. — Ужгород, 2011. — С. 388—391.
- Архімандрит Єфрем (Молнар) // Сповідники та Подвижники Православної Церкви на Закарпатті в ХХ ст. — Ужгород, 2011. — С. 428—434.
- Ігумен Ігнатій (Чокина) // Сповідники та Подвижники Православної Церкви на Закарпатті в ХХ ст. — Ужгород, 2011. — С. 435—441.
- Ієромонах Іларіон (Рибар) // Сповідники та Подвижники Православної Церкви на Закарпатті в ХХ ст. — Ужгород, 2011. — С. 442—450.
- Ієромонах Інокентій (Чопик) // Сповідники та Подвижники Православної Церкви на Закарпатті в ХХ ст. — Ужгород, 2011. — С. 451—453.
- Архімандрит Матфей (Вакаров) // Сповідники та Подвижники Православної Церкви на Закарпатті в ХХ ст. — Ужгород, 2011. — С. 465—471.
- Ігуменя Параскева (в схимі Ніна) (Прокоп) // Сповідники та Подвижники Православної Церкви на Закарпатті в ХХ ст. — Ужгород, 2011. — С. 487—499.
- Архімандрит Савва (Струве) // Сповідники та Подвижники Православної Церкви на Закарпатті в ХХ ст. — Ужгород, 2011. — С. 506—519.
- Архімандрит Серафим (Гайналій) // Сповідники та Подвижники Православної Церкви на Закарпатті в ХХ ст. — Ужгород, 2011. — С. 525—532.
- Схиігуменя Софронія (в схимі Ніна) (Ребрей) // Сповідники та Подвижники Православної Церкви на Закарпатті в ХХ ст. — Ужгород, 2011. — С. 538—539.
- Протоієрей Петро Угрин // Сповідники та Подвижники Православної Церкви на Закарпатті в ХХ ст. — Ужгород, 2011. — С. 540—544.
- Нові документи про діяльність єпископа Веніаміна (Федченков) на Підкарпатській Русі у 1923—1924 рр. // Русин. — 2011. — № 2. — С. 52-69.
- В’язень Дахау — ієромонах Феодосій (Росоха) // Русин. — Кишинев. — 2011. — № 2. — С. 87-103.
- Церковні зв’язки Закарпаття з Румунією та Молдовою: історія і сучасність // Румунсько-українські відносини. Історія та сучасність. Relaţiiromâno-ucrainene. Istorie şicontemporaneitate. Збірник наукових працьза матеріалами III Міжнародної наукової конференції «Румунсько-українські відносини. Історія та сучасність» (30 червня — 1 липня 2009 р., м. Сату-Маре, Румунія) — Ужгород — Сату-Маре, 2011. — С. 173—180.
- З історії православного руху в с. Бехерово // Православний літопис. — 2011. — № 4. — С. 26-29.
- Дмитро Данилюк — людина, науковець, педагог// Русин. — Кишинев. — 2011. — № 4. — С. 131—134.
- Становище православної церкви в період Закарпатської України (листопад 1944 — січень 1946 рр.) Архивная копия от 15 августа 2021 на Wayback Machine // Науковий вісник Ужгородського університету. Серія: Історія / Міністерство освіти і науки, молоді та спорту України; Державний вищий навчальний заклад «Ужгородський національний університет»; [Редкол.: М. Вегеш (голова) та ін.]. — Ужгород: Вид-во УжНУ «Говерла», 2011. Вип. 27. — С. 180—189. (соавтор: В. Міщанин).
- Ігумен Ігнатій (Чокина) // Живой родник. — 2011. — № 11-12. — С. 52-54.
- Іов (Кундря) // Енциклопедія Сучасної України. — Т.11. — К.: Інститут енциклопедичних досліджень НАН України, 2011. — С. 493 (в соавторстве).
- Іонафан (Кополович) // Енциклопедія Сучасної України. — Т.11. — К.: Інститут енциклопедичних досліджень НАН України, 2011. — С. 496.
- Мараморошська святиня: Нариси з історії Грушівського монастиря // Наукові записки Богословсько-історичного науково-дослідного центру імені архімандрита Василія (Проніна). 2011. — № 1. — С. 233—235.
- Свято-Архангело-Михайлівський монастир села Драгово-Забрід // Наукові записки Богословсько-історичного науково-дослідного центру імені архімандрита Василія (Проніна). 2011. — № 1. — С. 236—239.
- Заневский монастырь в Полонинах. Нариси з історії Угольського та Углянського монастирів // Наукові записки Богословсько-історичного науково-дослідного центру імені архімандрита Василія (Проніна). 2011. — № 1. — С. 240—244.
- «Собрание трудов». Архимандрит Василий (Пронин) / Сост.: А. Монич, Ю. Данилец. — Том 1.: Жизнеописание. Научные и богословские исследования // Наукові записки Богословсько-історичного науково-дослідного центру імені архімандрита Василія (Проніна). 2011. — № 1. — С. 245—247.
- Пізнаємо феномен Федора Потушняка // Науковий вісник Ужгородського університету. Серія: Філологія. Соціальні комунікації. Вип. 25. — Ужгород, 2011. — С. 184—187. (соавтолр: Н. Ференц). рец. На книгу «Науковий і мистецький світ Федора Потушняка»: матеріали міжнародної наукової конференції, присвяченої 100-річчю від дня народження видатного українськог письменника і вченого. Ужгород, 15-16 квітня 2010 року / Упорядник Ігор Лихтей. — Ужгород: Поліграфцентр «Ліра», 2010. — 456 с.
- Окремі аспекти діяльності єпископа Дамаскина (Грданички) на Підкарпатській Русі (1931—1938 рр.). In: Православ’я — цивілізаційний стрижень слов’янського світу: Зб. наук. праць / Ред. колегія: П. П. Толочко (головний редактор), О. П. Моця (відповідальний редактор) та ін. К.: Фенікс, 2011. с. 262—267.
- К истории православного движения в с. Бехерово в Восточной Словакии // Государство, общество, церковь в истории России XX века. Материалы ХI Международной научной конференции, посвященной Году истории России (Иваново, 15-16 февраля 2012 г.). — Иваново: Издательство «Ивановский государственный университет», 2012. — Часть 1. — С. 105—110.
- Зародження та поширення православного руху в Північно-Східній Угорщині на початку ХХ століття // Наукові записки Ужгородського університету. Серія: Історично-релігійні студії. — Випуск 1. -Ужгород, 2012. — С. 34-52.
- Православні на Закарпатті: сучасний стан та перспективи розвитку // Православний літопис. — 2012. — № 3. — С. 15-17.
- Із документів особистого архіву архімандрита Матфея (Вакарова) // Русин. — Кишинев. — 2012. — № 3. — С. 127—140.
- Дмитро Георгійович Філіп // Календар краєзнавчих пам’ятних дат на 2013 рік [Текст]: реком. бібліогр. посіб./ Закарпат. Облас. унїверс. наук, б-ка ім. Ф. Потушняка, Від. краєзнав. л-ри; Від. наук, інформації та бібліографії: уклад.: Н. М. Вачиля, Г. В. Бобонич, І. М. Горват, Ч. Ш. Горват: відп. за вип. Л. 3. Григаш; випуск, ред. Л. О. Ільченко. — Ужгород : Вид-во В. Падяка, 2012. — С. 330—333.
- Окремі аспекти діяльності єпископа Йосифа (Цвієвича) на Закарпатті в 1930—1931 рр. // Матеріали Дніпропетровської сесії ІІ Всеукраїнської науково-практичної конференції з міжнародною участю «Придніпровські соціально-гуманітарні читання» (Дніпропетровськ, 22 лютого 2013 р.). Частина V. — Дніпропетровськ, 2013. — С. 158—160.
- Хід судового процесу проти православних у Мараморош-Сиготі в 1913—1914 рр. // Церква-наука-суспільство: питання взаємодії. На пошану київського митрополита Євгенія (Болховітінова). Матеріали Одинадцятої Міжнародної наукової конференції (29-31 травня 2013 р.). — К., 2013. — С. 139—141.
- Антиправославні Мараморош-Сиготські судові процеси на сторінках Санкт-Петербурзьких «Церковных Ведомостей» // Наукові записки Богословсько-історичного науково-дослідного центру імені архімандрита Василія (Проніна). — 2013. — № 2. — С. 19-24.
- Єпископ Йосиф (Цвієвич) і православна церква на Закарпатті в 1930—1931 рр. // Православний літопис. — 2013. — № 2. — С. 20-22.
- Львівські газети «Діло» та «Діло» і «Нове слово» про хід другого Мараморош-Сиготського процесу (1913—1914 рр.) // Православний літопис. — 2013. — № 4. — С. 14-18.
- Православна церква на Закарпатті в часи «сталінщини» (1946—1953 рр.) Архивная копия от 15 августа 2021 на Wayback Machine // Науковий вісник Ужгородського університету. Серія: Історія / Міністерство освіти і науки, молоді та спорту України; Державний вищий навчальний заклад «Ужгородський національний університет»; [Редкол.: М. Вегеш (голова) та ін.]. — Ужгород: Вид-во УжНУ «Говерла», 2013. Вип. 1 (30). — С. 46-56. (соавтор В. Міщанин).
- Архієпископ Олексій (Дехтерьов): життєвий та творчий шлях // Международный исторический журнал «Русин». — Кишинев. — 2013. — № 2. — С. 131—150.
- Митрополит Дорофей (Філіп), Предстоятель Православної Церкви Чеських земель і Словакії // Православний літопис. — 2013. — № 5. — С. 20-24. (соатвор: протоієрей Олександр Монич).
- До питання про діяльність архієпископа Савватія (Врабеца) на Підкарпатській Русі в 1923—1931 рр. // Наукові записки Ужгородського університету. Серія: Історично-релігійні студії. — Випуск 2. — Ужгород, 2013. — С. 88-107.
- Переслідування русинів за віру в Австро-Угорщині напередодні Першої світової війни (до 100-річчя другого Мараморош-Сиготського процесу 1913—1914 рр.) // Международный исторический журнал «Русин». — Кишинев. — 2013. — № 4. — С. 16-31.
- Юрій Іванович Керечанин // Календар краєзнавчих пам’ятних дат на 2014 рік: реком. бібліогр. посіб./ Закарпат. Облас. унїверс. наук, б-ка ім. Ф. Потушняка, Від. краєзнав. л-ри; Від. наук, інформації та бібліографії: уклад.: Н. М. Вачиля, Г. В. Бобонич, І. М. Горват, Ч. Ш. Горват : відп. за вип. Л. 3. Григаш; випуск, ред. Л. О. Ільченко. — Ужгород : Вид-во В. Падяка, 2013. — С. 154—159.
- Олександр Петрович Дехтерьов // Календар краєзнавчих пам’ятних дат на 2014 рік [Текст]. — Ужгород : Вид-во В. Падяка, 2013. — С. 184—189.
- Василь Іванович Мучичка // Календар краєзнавчих пам’ятних дат на 2014 рік [Текст]. — Ужгород : Вид-во В. Падяка, 2013. — С. 178—181.
- Сергій Дмитрович Федака // Календар краєзнавчих пам’ятних дат на 2014 рік [Текст]. — Ужгород : Вид-во В. Падяка, 2013. — С. 264—268.
- Йосип Іванович Ілюк // Календар краєзнавчих пам’ятних дат на 2014 рік [Текст]. — Ужгород : Вид-во В. Падяка, 2013. — С. 249—253. (соавтор: К. Куцов).
- Православна церква на Закарпатті в умовах становлення радянської влади (1944—1950 рр.) // Международный исторический журнал «Русин». — Кишинев. — 2013. — № 4. — С. 88-112. (соавтор: Міщанин В.)
- Кирил (Мучичка Василь Іванович) // Енциклопедія Сучасної України. Т. 13:Киї — Кок / Ін-т енцикл. дослідж. НАН України; редкол.: Дзюба І. М. [та ін.]. — 2013. — С. 39.
- Ієромионах Кассіан (Корепанов) // Православний літопис. — 2014. — № 2. — С. 24-25.
- Православна церква на Закарпатті: реалії сучасного розвитку // Тисячоліття — Millennia: Науковий щорічник. Випуск 1 / Редколегія: Данилюк Д. Д., Жулканич Н. М., Задорожний В. Є., Капітан Л. І., Офіцинський Р. А.,Сухий О., Федака С. Д., Фенич В. І., Штерр Д. І. — Ужгород: Ґражда, 2014. — С. 14-32.
- «Відкриті екскурсії Ужгородом» від кафедри історії України // Тисячоліття — Millennia: Науковий щорічник. Випуск 1 / Редколегія: Данилюк Д. Д., Жулканич Н. М., Задорожний В. Є., Капітан Л. І., Офіцинський Р. А.,Сухий О., Федака С. Д., Фенич В. І., Штерр Д. І. — Ужгород: Ґражда, 2014. — С. 149—156.
- Антирусинский судебный процесс 1913—1914 гг. в Мараморош-Сиготе на страницах львовских газет «Дело» и «Дело и Новое cлово» // Международный исторический журнал «Русин». — Кишинев. — 2014. — № 2. — С. 249—269.
- 100-років по Мараморошському процесу: причини, хід, наслідки // Православний літопис. — 2014. — № 3. — С. 10-17.
- К истории православия в Угорской Руси накануне Первой мировой войны (по материалам американской газеты «Свѣтъ») // Международный исторический журнал «Русин». — Кишинев. — 2014. — № 3. — С. 9-21.
- Contribution to the Knowledge of Archbishop Sawatij’s Activities in Subcarpathian Rutheniain the First Half of the 20th Century / Danilec J., Marek P. // Kultúrne dejiny / Cultural History, Volume 5, Ruzomberok, 2014. pp. 58-79.
- Миссионерская деятельность епископов Иринея (Чирича) и Серафима (Иоановича) на Подкарпатской Руси (1927—1930 гг.) (на материалах Закарпатья) // Саборност VIIІ, Пожаревац, 2014. — С. 101—116.
- Архімандрит Сергій (Цьока) (1927—2004 рр.) — дослідник історії православної церкви на Закарпатті // Православний літопис. — 2014. — № 5. — С. 10-17.
- Підготовка та хід судового процесу в Мараморош-Сиготі 1913—1914 рр. // Наукові Записки Богословсько-історичного науково-дослідного центру імені архімандрита Василія (Проніна). — № 3. — Мукачево: Мукачівська православна єпархія, 2014. — С. 104—118.
- Закарпатье и Афон: исторические параллели (XX в.) // Концепт святости в историческом контексте. Сборник докладов. — Смоленск, 2014. — С. 212—219.
- Кондратович (Контратович) Іриней Михайлович // Енциклопедія Сучасної України / Інститут енциклопедичних досліджень НАН України Том 14. — 2014. — С. 256—257 (соавтор: Монич О.)
- Копашново-Полянський Свято-Іоанно-Богословський жіночий монастир // Енциклопедія Сучасної України / Інститут енциклопедичних досліджень НАН України Том 14. — 2014. — С. 421—422.
- К вопросу о подготовке второго Мараморош-Сиготского процесса против православных Закарпатья // Славянский альманах 2014. Вып. 1-2. — М.: Индрик, 2014. — С. 110—122.
- «Православный Карпаторусскій вѣстникъ» — офіційне видання Мукачівсько-Пряшівської єпархії // Наукові записки Ужгородського університету. Серія: Історично-релігійні студії. — Випуск 3. — Ужгород, 2014. — С. 42-62.
- Місіонерська діяльність єпископа Дамаскина (Грданички) на Підкарпатській Русі // PRAVOSLAVNY BIBLICKY ZBORNIK. Горлице. — I/2015. — С. 103—113.
- Духовний вплив Святої гори Афон на відродження та становлення православ’я на Закарпатті (ХХ ст.) // Афонское наследие. Научный альманах. Издание международного института афонського наследия в Украине. Вып. 1-2/ 2015. — Киев- Чернигов. — С. 205—215.
- Реакция населения Закарпатья на антирелигиозную политику на рубеже 1950—1960 гг. // Государство, общество, церковь в истории России XX—XXI веков. Материалы ХIV Международной научной конференции (Иваново, 18-19 марта 2015 г.). — Иваново: Издательство «Ивановский государственный университет», 2015. — Часть 1. — С. 451—458.
- Трансформации в жизни православной церкви на Закарпатье в 1939—1945 гг.// Международный исторический журнал «Русин». — Кишинев. — 2015. — № 2. — С. 61-79.
- Музей преп. Олексія Карпаторуського в селі Іза-Карпутлаш // Дослідження, збереження, відтворення та популяризація культурної спадщини. Науковий збірник Закарпатського музею народної архітектури та побуту. Вип. 2. — Ужгород, 2015. — С. 50-54.
- Радянська преса проти православного чернецтва та монастирів на Закарпатті (1950—1960 рр.) // PRAVOSLAVNY BIBLICKY ZBORNIK. Горлице. — ІI / 2015. — С. 136—149.
- Часопис Русскій православный вѣстникъ 1921—1922 // PRAVOSLÁVIE A SÚČASNOSŤ. Zborník príspevkov zo VII. Vedeckej konferencie študentov, absolventov a mladých vedeckých pracovníkov (Prešov, 31. marec 2015). — Prešov, 2015. — С. 44-59.
- З історії репресій проти православного духовенства на Закарпатті: протоієрей Іоанн Ілечко (1883—1958) // Pravoslavný teologický sborník. — Prešov, 2015. XLI (26). — С. 142—154.
- Антирелігійна політика радянської влади проти православної церкви на Закарпатті в 1950—1960 рр. // Ювілейний збірник на честь профессора Павла-Роберта Магочія. До 70-річчя від дня народження науковця. — Ужгород-Пряшів-Нью-Йорк, 2015. — С. 175—183.
- Олександр Іванович Бабинець // Календар краєзнавчих пам’ятних дат на 2016 рік. — Ужгород : Вид-во В. Падяка, 2015. — С. 124—127.
- Випускник ВДС архімандрит Сергій (Цьока) (1927—2004 рр.) — дослідник історії Православної Церкви на Закарпатті // Історія та сучасність Православ’я на Волині. Матеріали VI науково-практичної конференції (12 листопада 2015 р.). — Луцьк, 2015. — С. 28-33.
- Антирелігійна політика проти православної церкви в 1950—1960 рр. (на матеріалах Закарпаття) Архивная копия от 7 июня 2016 на Wayback Machine // IІ Наукові читання Музею історії Десятинної церкви, присвячених 190-річчю археологічних досліджень Десятинної церкви (Київ, 13-14 листопада 2014 р.)
- Нові джерела про історичні зв’язки Закарпаття та Свято-Пантелеймонівського монастиря на Афоні // Наукові Записки Богословсько-історичного науково-дослідного центру імені архімандрита Василія (Проніна). — № 4. — Мукачево: Мукачівська православна єпархія, 2015. — С. 186—202.
- О. Кассиан Богатырец на Втором Венском процессе // Библиотека журнала «Русин». — 2016. — № 1. — С. 8-15. (соавтор: Сергей Суляк).
- Богословська освіта православного духовенства на Закарпатті (1910—1938 рр.) // Русин. — 2016. — № 1. — С. 145—158.
- Новые источники по истории духовного влияния Афона на возрождение Православия на Закарпатье // Афон и славянский мир. Сборник 3. Материалы международной научной конференции, посвященной 1000-летию присутствия русских на Святой Горе, Киев, 21-23 мая 2015 г.). — Издание Русского Свято-Пантелеимонова монастыря на Афоне. — Греция — Святая Гора Афон 2016. — С. 68-84.
- Православний рух на Закарпатті в роки Першої світової війни // Русин. — 2016. — № 2. — С. 136—157.
- Нестор (Сидорук) — первый Мукачево-Ужгородский архиерей // Государство, общество, церковь в истории России XX—XXI веков. Материалы ХV Междунар. науч. конф., Иваново, 23-24 марта 2016 г. — Иваново: Издательство «Ивановский государственный университет», 2016: в 2 ч. — Часть 1. — С. 117—123.
- Документи ГАРФ про діяльність єпископа Мукачівсько-Ужгородського Нестора (Сидорука) // Церква — наука — суспільство: питання взаємодії. На пошану київського митрополита Євгенія (Болховітінова). Матеріали Чотирнадцятої Міжнародної наукової конференції (25 травня — 3 червня 2016 р.). — Київ, 2016. — С. 198—200.
- «Гласник» як джерело з історії православ’я на Підкарпатський Русі та в Східній Словаччині (1920—1941 рр.) Архивная копия от 6 сентября 2021 на Wayback Machine // Pravoslavny biblicky zbornik. — Горлице. — ІІI/2016. — С. 79-97.
- Випускник ВДС архімандрит Василій (Петьовка) (1933—2002 рр.) як церковний діяч // Історія та сучасність православ’я на Волині: матеріали VІІ науково-практичної конференції (Луцьк, 8 листопада 2016 р.). — Волинська єпархія УПЦ, Волинська духовна семінарія, Видавничий відділ Волинської єпархії. — Луцьк, 2016. — С. 53-60.
- Часопис Карпаторуської православної церкви — «Церковная Правда» 1925—1927 pp. Архивная копия от 16 августа 2021 на Wayback Machine // Pravoslavie a sucasnost. Zborník príspevkov zo VIII. vedeckej konferencie študentov, absolventov a mladých vedeckých pracovníkov s medzinárodnou účasťou, 5. apríl 2016. — Prešov, 2016. — С. 25-37.
- Часопис «Душпастырь» як джерело з історії православної церкви на Підкарпатській Русі // Theologos. Teologicka revue GTF PU v Prešove. — 2016. — № 2. — С. 77-94.
- Джерела про діяльність єпископа Мукачівського і Ужгородського Іларіона (Кочергіна) (на матеріалах російських та українських архівів) // Pravoslavný teologický sborník. — Prešov, 2016. XLІI (27). — С. 113—128.
- Антирелигиозная пропаганда в периодике Закарпатской области УССР в 1950—1960 гг. // Greckokatolickea cirkev na Slovensku vo svelte vyroci IV b. — Presov, 2016. — С. 49-58.
- Миссионерская деятельность архиепископа Аверкия (Таушева) на Закарпатье (1931—1940 гг.) Архивная копия от 16 августа 2021 на Wayback Machine // ΧΡΟΝΟΣ. Церковно-исторический альманах. — № 3. — Минск, 2016. — С. 50-65.
- Православний рух на Закарпатті на поч. ХХ ст. (на матеріалах румунського походження) // RELAŢII ROMÂNO-UCRAINENE. ISTORIE ŞI CONTEMPORANEITATE РУМУНСЬКО-УКРАЇНСЬКІ ВІДНОСИНИ. ІСТОРІЯ ТА СУЧАСНІСТЬ. VII СИМПОЗІУМ «РУМУНСЬКО-УКРАЇНСЬКІ ВІДНОСИНИ. ІСТОРІЯ ТА СУЧАСНІСТЬ». — Sătu Măre: Editura Muzeului Sătmărean, 2016. — С. 161—171.
- «Книга Протоколов в Свято-Николаевском монастыре…» як історичне джерело // Наукові записки Ужгородського університету. Серія: Історично-релігійні студії. — Випуск 4. — Ужгород, 2016. — С. 67-86.
- Листування закарпатських афонітів як джерело з історії українського чернецтва на Святій горі (ХХ ст.) // Труди Київської Духовної Академії. — № 25. — Київ, 2016. — С. 129—141.
- Православна церква на Закарпатті в перші роки радянської влади (на документах розсекречених фондів ДАЗО) // Русин. — 2016. — № 4. — С. 217—235.
- Православная церковь на Закарпатье: история и современность // 65 rokov teologickej činnosti Pravoslávnej bohosloveckej fakulty (jubilejný zborník) / Ján Husár (ed.). — Prešov, 2016. — С. 164—170.
- «Релігійна війна» на Підкарпатській Русі в 1920 рр. // Наукові записки Ужгородського університету. Серія: Історично-релігійні студії. — Випуск 5. -Ужгород, 2016. — С. 223—235.
- Липчанський Різдва Пресвятої Богородиці жіночий монастир // Енциклопедія Сучасної України / Інститут енциклопедичних досліджень НАН України. — Том 17. — 2016. — С. 196—197.
- Деятельность епископов Серафима (Йовановича) и Иосифа (Цвийовича) на Подкарпатской Руси и на Пряшевщине (на материалах газеты «Православная Карпатская Русь» (1928—1931 гг.) // Теолошки погледи. Версконаучни часопис. — Београд. — 2016/3. — С. 653—674.
- Інформаційні звіти уповноваженого Ради у справах РПЦ по Закарпатській області як історичне джерело (1953—1964 рр.) Архивная копия от 15 августа 2021 на Wayback Machine // Науковий вісник Ужгородського університету. Серія: Історія. — Ужгород: Вид-во УжНУ «Говерла», 2016. Вип. 2 (35). — С. 114—126.
- Канонічні проблеми православної церкви на Закарпатті та в Східній Словаччині напередодні та в роки Другої світової війни // Історичний часопис з Богемістики і Словакістики. Вип. 6. Політичне закулісся війни і миру в історії словаків і чехів. — Ужгород, 2016. — С. 118—133.
- Православные монастыри Мукачевско-Ужгородской епархии в эпоху сталинизма // Православный ученый в современном мире. Синтез науки и православия: сохранение духовно-нравственных ценностей в современных условиях: сборник материалов V международной научно-практической конференции, 25-31 мая 2016 г., Ганновер-Германия, Супрасль-Польша, Жировицы-Беларусь. — Воронеж: ИСТОКИ, 2016. — С. 56-59.
- Антирелигиозная пропаганда в периодике Закарпатской области УССР в 1950—1960 гг. // Электронный научно-образовательный журнал «История». 2016. T. 7. Выпуск 9 (53) [Электронный ресурс]. URL: https://history.jes.su/s207987840001304-3-1 Архивная копия от 28 февраля 2022 на Wayback Machine (дата обращения: 13.11.2017). DOI: 10.18254/S0001304-3-1
- Иркутская газета «Сибирь» как источник по истории Второго Мараморош-Сиготского процесса 1913—1914 гг. // Вестник Томского государственного университета. — 2017. — № 415. — C. 59-70.
- «Удел Божией Матери» и «малый закарпатский Афон»: духовное влияние, исторические связи, подвижники // Русь — Святая Гора Афон: тысяча лет духовного и культурного единства". Международная научная конференция в рамках юбилейных торжеств, приуроченных к празднованию 1000-летия присутствия русских монахов на Святой Горе Афон. — М.: Синодальный отдел по монастырям и монашеству Русской Православной Церкви, Данилов мужской монастырь, 2017. — С. 399—418.
- Православные «отпусты» в Закарпатской области УССР в период «хрущевской оттепели» (на материалах отчетов областного уполномоченного по делам РПЦ) // Государство, общество, церковь в истории России XX—XXI веков: материалы XVI Междунар. науч. конф., Иваново, 5-6 апреля 2017 г.: в 2 ч. — Иваново: Иван. гос. ун-т, 2017. — Ч. 1. — С. 78-83.
- Религиозная обрядность православного населения Закарпатской области УССР в период хрущевских гонений // «Власть духовная и светская: взаимодействие в социокультурном пространстве»: Междунар. науч.-практ. конф., посвящ. 500-летию Реформации (2017; Самара). Материалы Междунар. науч.-практ. конф., посвящ. 500-летию Реформации, 1-2 апр. 2017 г. [Текст] / М-во культуры РФ, СГИК; редкол. С. В. Соловьева, А. И. Репинецкий, Б. В. Гартвиг. — Самара: Самар. гос. ин-т культуры, 2017. — С. 45-55.
- Поездка делегации Мукачевско-Пряшевской православной епархии в Москву и канонический переход в состав РПЦ (на материалах ГАРФ) // Rocznik teologiczny. — 2017. — Rok LIX. — Z. 1. — C. 131—150.
- Засуджений на 10 років радянських таборів (Біографічний нарис про ігумена Іустина (Михайла Сідака) // Dejiny. Internetový časopis Inštitútu histórie FF PU v Prešove. — 2017. — № 1 — С. 107—119.
- Часопис «Kurjer Lwowski» як історичне джерело з історії переслідування православних вірників на Закарпатті (1913—1914 рр.) // Pravoslavný teologický sborník. — Prešov, 2017. XLІІI (28). — С. 110—125.
- Жизнь и деятельность архиепископа Варлаама (Борисевича) (1899—1975 гг.) // Pravoslavny biblicky zbornik. — Горлице. — ІІ/2017. — С. 96-128 (в соавторстве).
- Документы архива Будимской православной епархии о православном движении в Закарпатье в начале XX века // Былые годы. Российский исторический журнал. 2017. № 45 (3). — С. 1073—1081.
- Горват Федір (Ігумен Феодосій) // Верховина-Волівщина-Міжгірщина. Історико-культурологічні нариси. — Ужгород: Видавництво Timpani, 2017. — С. 333—334 (в соавторстве).
- Подготовка и проведение Первого собора Карпаторусской православной церкви 1921 г. // Теолошки погледи. Версконаучни часопис. — Београд. — 2017/2. — С. 285—300.
- Документи апостольського адміністратора Пряшівської єпархії, єпископа Діонісія Няраді на тему православного руху (на матеріалах архіву в Кошіцах) // Historia Radu bazilianov sv. Jozafata / Jaroslav Coranic (ed.). — Prešov, 2017. С. 167—173.
- Під покровом Афону: Пантелеймонівський чоловічий монастир в м. Хуст-Колесарево // Афонское наследие. Научный альманах. Издание международного института афонського наследия в Украине. Вып. 5-6/ 2017. — Киев-Чернигов. — С. 349—372.
- Життєвий шлях православного єпископа Нестора (Сидорука) у світлі нових архівних документів Архивная копия от 15 августа 2021 на Wayback Machine // Науковий вісник Ужгородського університету. Серія: Історія. — Ужгород: Вид-во УжНУ «Говерла», 2017. Вип. 1 (36). — С. 14-22.
- Преподобный Иов (Кундря) // Историко-литературный журнал «Странникъ». — Смоленск. — 2017. — № 1. — С. 59-70.
- Заснування та діяльність інтернату для православних гімназистів в м. Хуст (1925—1940 рр.) // Pravoslavie a sucasnost. Zborník príspevkov zo IХ vedeckej konferencie študentov, absolventov a mladých vedeckých pracovníkov s medzinárodnou účasťou, 28 marta 2017. — Prešov, 2017. — C. 14-23.
- Мукачевская и Ужгородская єпархія // Православная энциклопедия. — М.: Церковно-научный центр «Православная энциклопедия», 2017. — Т. 47. — С. 625—632. (соавтор Пидгайко В. Г.).
- Ужгород православний // Екскурсії Ужгородом. Навчальний посібник з історичного екскурсознавства. За редакцією д.і.н., проф. Р. Офіцинського. — Ужгород, 20178. — С. 171—177.
- Річні звіти Мукачівсько-Ужгородської православної єпархії як історичне джерело (друга пол. 1940—1950 рр.) // Науковий вісник Ужгородського національного університету. Серія Міжнародні відносини. 2017. — Випуск 1. — Ужгород, 2017. — С. 18-30.
- Солідне наукове видання про історію православної церкви в Німеччині. Рецензія Архивная копия от 15 августа 2021 на Wayback Machine // Науковий вісник Ужгородського університету. Серія: Історія. — Ужгород: Вид-во УжНУ «Говерла», 2017. Вип. 2 (37). — С. 156—157.
- Початок другої хвилі антирелігійної та атеїстичної пропаганди на Закарпатті в 1957—1958 рр. // Русин. — 2018. — № 1. — С. 254—271.
- Документы ГАРФ о деятельности Мукачевско-Ужгородского епископа Илариона (Кочергина) (1950—1956 гг.) // Государство, общество, церковь в истории России XX—XXI веков : материалы XVII Междунар. науч. конф., Иваново, 28-29 мар-та 2018 г. — Иваново : Иван. гос. ун-т, 2018. — С. 58-62.
- Діяльність преподобного Олексія (Кабалюка) у світлі нових архівних документів // Наукові Записки Богословсько-історичного науково-дослідного центру імені архімандрита Василія (Проніна). — № 5. — Мукачево: Мукачівська православна єпархія, 2018. — С. 31-46.
- «Журнал Московской Патриархии» как источник по истории Мукачевско-Ужгородской епархии в 1945—1955 гг. // Вестник Томского государственного университета. — 2018. — № 429. — C. 117—124.
- Православний рух у с. Бехерів на початку ХХ ст. у світлі нових архівних документів // Pravoslavný teologický sborník. — Prešov, 2018. XLІV (29). — С. 127—139.
- Літопис Боронявського монастиря (recenzja). Володимир Мороз. Світильник віри: історія Боронявського монастиря на тлі епох. Львів: Видавництво Українського католицького університету 2017, 288 с. // PRAWOSŁAWNY BIBLIJNY ALMANACH. — Gorlice. — 2018. — № II. — С. 127—130.
- Ґрунтовне видання про радянізацію Закарпаття (recenzja) Міщанин Василь. Радянізація Закарпаття 1944—1950 рр.: Монографія. — Ужгород: РІК-У, 2018. — 644 с.: фото. // PRAWOSŁAWNY BIBLIJNY ALMANACH. — Gorlice. — 2018. — № II. — С. 131—134.
- Антикатолицька проблематика на сторінках закарпатської районної періодики доби «хрущовської відлиги» // Репресії тоталітарних режимів проти церкви. Збірник конференції, присвячений до 70-річчя мученицької смерті владики Мукачівської греко-католицької єпархії Теодора Ромжі. — Ужгород, 2018. — С. 151—164.
- Репресії проти духовенства Мукачівсько-Ужгородської православної єпархії (кін. 1940 — поч. 1960 рр.) // Масавыя рэпрэсіі ў СССР у гістарычных даследаваннях і калектыўнай паяці: науковы зборні / Пад рад. Д-ра гіуст. н. А. Смалярчука і канд. гіст. Н. А. Кандратюк — Мінск: Зміцер Колас, 2018. — С. 262—278.
- Постать єпископа Миколая (Кутепова) у документах уповноваженого Ради у справах РПЦ по Закарпатській області (1961—1964 рр.) // Pravoslavie a sucasnost. Zborník príspevkov z Х vedeckej konferencie študentov, absolventov a mladých vedeckých pracovníkov s medzinárodnou účasťou, 27 marес 2018. — Prešov, 2018. — C. 32-39.
- Окремі аспекти розвитку православного руху в США серед вихідців із Австро-Угорщини // PRAWOSŁAWNY BIBLIJNY ALMANACH. — Gorlice. — 2018. — № IІI. — С. 177—197.
- Навчання вихідців із Підкарпатської Русі в духовних семінаріях та монастирських школах Сербської Православної Церкви (1920—1930 рр.) // Труди Київської Духовної Академії. — № 29. — Київ, 2018. — С. 291—309.
- Мадяризація, латинізація та економічні фактори як причини відновлення православ’я в Австро-Угорщині на поч. ХХ ст. // «BIBLIA A WSPÓŁCZESNOŚĆ». Teologiczne, kanoniczne, socjalne i społeczne przesłanie Biblii dla współczesności. — III. rocznik. Krynica, 2018. — S. 145—161.
- Нове наукове періодичне видання з історії православної церкви в Східній Європі Архивная копия от 15 августа 2021 на Wayback Machine // Науковий вісник Ужгородського університету. Серія : Історія. — 2018. — Вип. 2. — С. 183—184
- Православний рух у с. Іза на початку ХХ ст. у світлі нових архівних документів Архивная копия от 15 августа 2021 на Wayback Machine // Науковий вісник Ужгородського університету. Серія : Історія. — 2018. — Вип. 1. — С. 18-27.
- Релігійне життя православних на Закарпатті в 1914—1916 рр Архивная копия от 15 августа 2021 на Wayback Machine // Науковий вісник Ужгородського університету. Серія : Історія. — 2018. — Вип. 2. — С. 21-28.
- Часопис «Kurjer Lwowski» як історичне джерело з історії переслідування православних вірників на Закарпатті (1913—1914 рр.) // Pravoslavný teologický sborník. — Prešov, 2017. XLІІI (28). — С. 148—162.
- Видатний дослідник історії церкви (до 70-річчя профессора Павела Марека) Архивная копия от 15 августа 2021 на Wayback Machine // Науковий вісник Ужгородського університету. Серія : Історія. — 2019. — Вип. 1. — С. 245—247.
- Розгортання православного руху в Північно-Східній Угорщині в 1907—1913 рр. та підготовка нового судового процесу Архивная копия от 15 августа 2021 на Wayback Machine // Науковий вісник Ужгородського університету. Серія : Історія. — 2019. — Вип. 1. — С. 27-47.
- Священик і приход. Моделі саморепрезентації в умовах насильного возз’єднання (на прикладі Закарпатської області) Архивная копия от 15 августа 2021 на Wayback Machine // Гілея: науковий вісник. — 2019. — Вип. 142 (1). — С. 54-59.
- Заснування та діяльність пастирських курсів в с. Буштино на Підкарпатській Русі в 1923—1924 рр. Архивная копия от 15 августа 2021 на Wayback Machine // Науковий вісник Ужгородського університету. Серія : Історія. — 2020. — Вип. 1. — С. 39-52
- Передумови та наслідки «буштинського собору» 1 березня 1922 р. Архивная копия от 15 августа 2021 на Wayback Machine // Науковий вісник Ужгородського університету. Серія : Історія. — 2020. — Вип. 2. — С. 41-50.
- Особливості розвитку православного руху на Підкарпатській Русі в другій пол. 1920 року (на прикладі сіл Білки та Великі Лучки) Архивная копия от 15 августа 2021 на Wayback Machine // Науковий вісник Ужгородського університету. Серія : Історія. — 2021. — Вип. 1. — С. 33-42.

- Православні монастирі Хустського району (ХХ століття) / Передмова проф. Д. Данилюка. — Ужгород: Ґражда, 2004. — 168 с.
  - Православні монастирі Хустського району (ХХ століття): Видання друге, змінене, доповнене /Передмова проф. Д. Данилюка. — Ужгород: Ґражда, 2005. — 168 с.
- Православний монастир Різдва Богородиці у селі Липча. — Ужгород: Ґражда, 2005. — 88 с.
- Православний монастир Успіння Божої Матері в селі Домбоки. — Ужгород: Ґражда, 2006. — 104 с. + 4 с.
- Православна церква на Закарпатті у першій половині ХХ ст. — Ужгород: Карпати, 2009. — 378 с.
- Православний Свято-Іоанно-Предтеченський чоловічий монастир у селі Бедевля. — Ужгород: Карпати, 2009. — 192 с.
- Свято-Іоанно-Предтеченський чоловічий монастир в селі Бедевля Тячівського району Закарпатської області. Видання друге, доповнене. — Ужгород, 2009. — 102 с. (соавторы: протоієрей Віктор Бедь, ієромонах Пімен (Мацола).
- Arcibiskup Sawatij (1880-1959). Nástin života a díla zakladatelské postavy pravoslavné církve v Československé republice (чешск.). — Olomouc: Univerzita Palackého v Olomouci, 2009. — 250 с. — ISBN 978-80-244-2434-7. (соавторы: Павел Марек и Владимир Бурега)
- Православные монастыри Закарпатья. Путеводитель. — К.: Издательский отдел Украинской Православной Церкви, 2010. — 210 с. (соавтор: ієромонах Пімен (Мацола)).
- Православные монастыри Закарпатья. Путеводитель. — К.: Издательский отдел Украинской Православной Церкви, 2012. — 237 с. (соавтор: ієромонах Пімен (Мацола)).
- Обраний Божим Провидінням. Життєпис преподобного Олексія Карпаторуського сповідника. — Чернівці: Місто, 2013. — 168 с.
- «Сповідниця імені Христового» (Життєвий шлях ігумені Параскеви (в схимі Ніни) (Прокоп). — Ужгород, 2014. — 294 с.
- Viaţa Sfântului Alexie Carpatinul / Traducere de Diana Guţu. — Bucureşti: Editura Areopag, 2015. — 112 с.
- Афонский старец из Закарпатья. Иеросхимонах Аввакум (Вакаров) и его время: 1899—1972. — Киев: Международный институт афонского наследия, 2019. — 336 с. — ISBN 978-966-139-107-8 (соавторы: М. В. Шкаровский, С. В. Шумило, П. И. Гайденко)

- Омелян Довганич. Я не випадково став істориком… / упорядники Ю. Данилець та М. Дочинець. — Мукачево: Карпатська вежа, 2008. — 96 с.
- Василій (Петьовка), архімандрит. При восковій свічці. Духовні вірші / упорядники Ю.Данилець та П.Мідянка — Мукачево: Карпатська вежа, 2008. — 60 с.
- Собрание трудов. Архимандрит Василий (Пронин) / Сост.: А.Монич, Ю.Данилец. — Т. 1: Жизнеописание. Научные и богословские исследования. — Ужгород: ОАО «Патент», 2010. — 432 с.
- Сповідники та Подвижники Православної Церкви на Закарпатті в ХХ ст. / Авт. кол.: Ю. Данилець — голова авт. кол., архієпископ Феодор (Мамасуєв), архієпископ Антоній (Паканич), прот. О. Монич, А. Світлинець, Д. Анашкін, С. Канайло, В. Міщанин, ієромонах Пімен (Мацола), прот. В. Юрина. — Ужгород, 2011. — 592 с.